# Podil, Semenivka
Podil (în ucraineană Поділ) este un sat în comuna Bileakî din raionul Semenivka, regiunea Poltava, Ucraina.

## Demografie
Componența lingvistică a localității Podil
     Ucraineană (97,41%)
     Rusă (1,72%)
     Alte limbi (0,43%)
Conform recensământului din 2001, majoritatea populației localității Podil era vorbitoare de ucraineană (97,41%), existând în minoritate și vorbitori de rusă (1,72%).